# Ньюдоу, Майкл
Ньюдоу, Майкл (р. 24 июня 1953) — американский юрист, адвокат и врач скорой помощи, доктор медицины и права. Более всего известен своими призывами признать текущую версию Клятвы верности в государственных школах США антиконституционной из-за необходимости произносить фразу «под Богом». Он также инициировал и проиграл судебный процесс по изъятию фразы «под Богом» из текста президентской присяги перед второй инаугурацией Джорджа Буша, а впоследствии подал судебный иск по тому же вопросу перед инаугурацией Барака Обамы.
Дополнительно, активно выступая против того, что его дочь заставляют каждый день произносить в школе присягу, заканчивающуюся словами «под Богом», доктор-атеист обратился  в Апелляционный суд США. В результате суд двумя голосами против одного решил дело в его пользу. Судьи нашли слова «под Богом» антиконституционными, поскольку это противоречит принципу отделения религии от государства.
Ньюдоу является атеистом и одновременно пастором Универсальной церкви жизни. В 1997 году он основал организацию под названием FACTS (First Atheist Church of True Science, рус. «Первая атеистическая церковь истинной науки»), которая активно выступает за полное отделение церкви от государства в государственных учреждениях. Он также является членом консультативного совета организации «Светская коалиция за Америку».

## Образование
- Средняя школа: Средняя школа Тинека, Тинек, Нью-Джерси (1970)
- Университет: БАКАЛАВР НАУК Байолоджи, Университет Брауна (1974)
- Медицинская школа: Калифорнийский университет в Лос-Анджелесе (1978)
- Юридическая школа: JD, Мичиганский университет (1988)